# Stejărel, Hunedoara
Stejărel este un sat în comuna Luncoiu de Jos din județul Hunedoara, Transilvania, România.

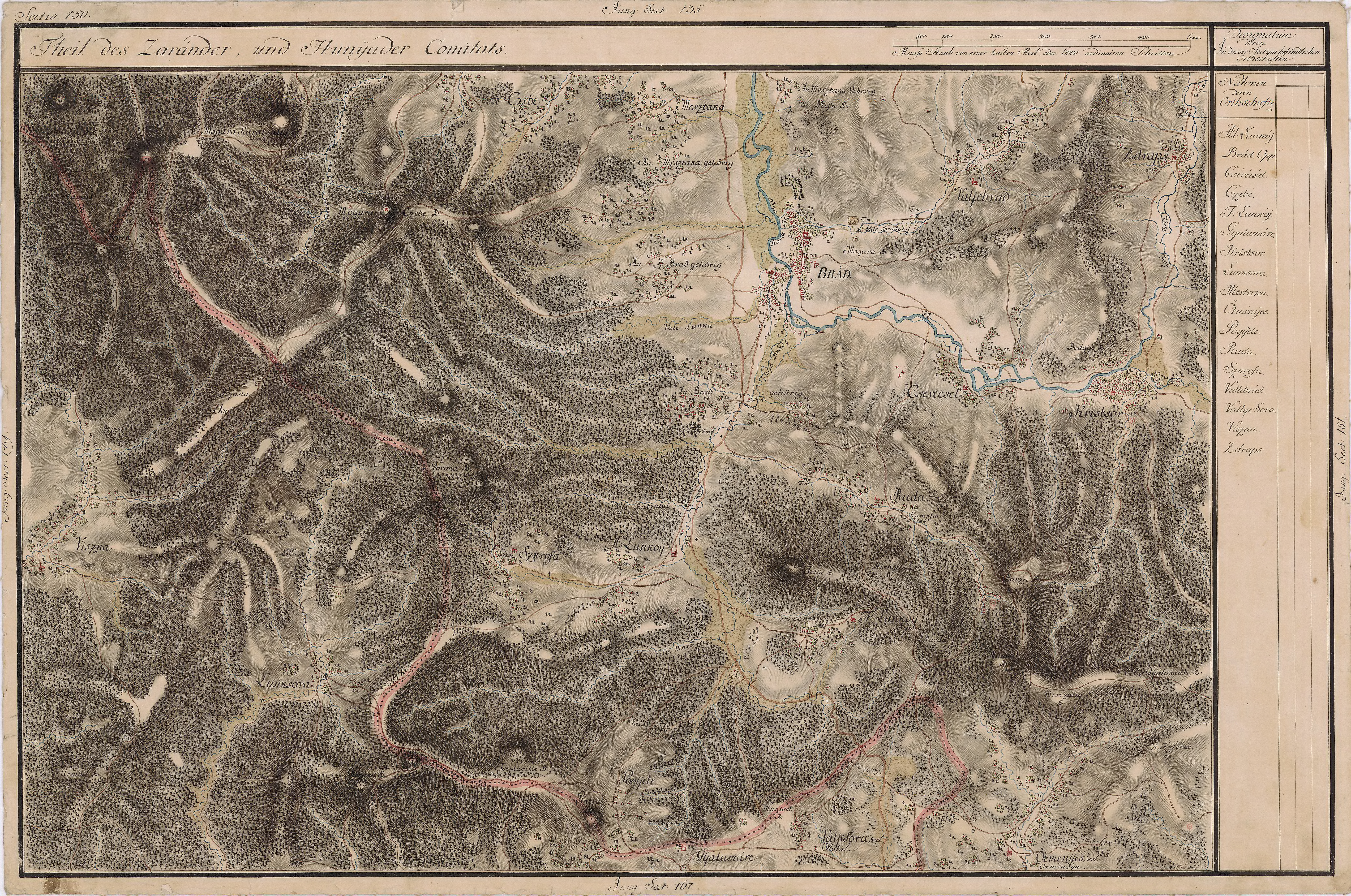
Stejărel în Harta Iosefină a Transilvaniei, 1769-73

## Vezi și
- Biserica de lemn din Stejărel